# 新疆维吾尔自治区历史文化街区
新疆维吾尔自治区历史文化街区由新疆维吾尔自治区政府公布。
- 第一批（2023年2月17日公布），9个[1]
- 第二批（2023年5月11日公布），2个[2]
- 第三批（2023年12月29日公布），2个[3]2023年新疆维吾尔自治区历史文化街区名单

此前，新疆维吾尔族自治区已有2处历史文化街区列为中国历史文化街区（库车县热斯坦历史文化街区、伊宁市前进街历史文化街区）。

## 分市名单

### 喀什市
- 高台民居历史文化街区（1）
- 恰萨-亚瓦格历史文化街区（1）
- 艾提尕尔历史文化街区（1）

### 和田市
- 团城历史文化街区（1）

### 塔城市
- 满城历史文化街区（1）
- 喀尔墩历史文化街区（1）

### 巴里坤县
- 汉城南街历史文化街区（1）
- 满城十一巷历史文化街区（1）
- 地藏寺历史文化街区（1）

### 吉木萨尔县
- 斜街历史文化街区（2）
- 东关街历史文化街区（2）

### 特克斯县
- 离街历史文化街区（3）
- 博斯坦街历史文化街区（3）

### 乌什县
- 北南关路历史文化街区（3）
- 南南关路历史文化街区（3）